# 巴丹群島省
巴丹群島省（Province of Batanes）又稱巴坦群岛省，古稱三嶼國或三島，是菲律賓最北方，同時也是最小的一個省份，全境位于巴丹群島上，南距呂宋島162公里，北距臺灣島190公里，属卡加延河谷大区。首府巴士古自治市位於巴丹島上。该省面积209.3平方公里，人口17,246（2015年）。

## 历史
新石器時代時，大約有1000名伊萬特人部落的居民散居在此，它們是南島語系的一分支，以農耕及漁獵為生，會釀造一種名為palek的甘蔗酒，以黃金為貨幣，與其北方的台灣或南方的卡加焉進行貿易。他們在此建了牢固的定居地，這些定居地被稱作「Idiang」， 字根起源於Ivatan語的「Idi」或「Idian」，意思為「家鄉」。漸漸的，這裡開始有了部落政府，領袖為酋長，負責代為處理內部大小事務。當時各部落間時常發生戰爭，但因為女人在戰爭期間為主要食物提供者，所以只有男人才會被殺害。
1687年，一群由威廉丹皮爾所率領的英國海盜，繼荷蘭人之後，來到了這裡，並將Batane、Ityabat、Sabtang島分別命名為「Grafton島」、「Orange島」、「Monmouth島」，以紀念它們的國君第一代蒙茅斯公爵詹姆斯·斯科特、威廉三世、第一代葛拉夫頓公爵亨利·斐茲洛伊，不過他並沒有將這裡納入大英帝國國土。
根據紀錄，巴丹省基督教的誕生地即位於Uyugan自治市的Imnajbu村。17世紀，道明會傳教士首度登入島上，但大多受到當地居民不友善的對待，不過他們最後也逐漸接受了西班牙的生活方式。當時有些傳教士因為受不了當地惡劣的氣候，因此一直想要移居到卡加焉省的Ivatans，不過每次出海總是會回到原來的地點。
1782年，西班牙總督Jose Basco y Vargas 有意將巴丹收為西班牙王國的版圖，這使得島上居民的態度呈現兩極，最後，1783年6月26日，在首領代表和當地貴族的同意之下，巴丹正式被西班牙帝國併吞，但當地的Ivatan仍可住在它們山上的住所。不久，Jose Basco y Vargas被封為「征服巴丹的伯爵」，今日首府Basco也是因他而命名。到了1790年，統治者Guerrero限制Ivatan人只能居住於低地，以增加稅收，並建立了Basco、Ivana2個城鎮，而Itbayat島則要等到1850年 才有城鎮的建立。Ivatan人漸漸的穿起了菲律賓本土的服飾，伴隨這大批Ilocano人的移入。石灰石開鑿技術也在西班牙的指導下傳遍了全島，使得橋樑更加的堅固穩重，有些甚至至今還存留在Ivana和Mahatao。之後，許多Ivatan人在馬尼拉加入了一個名為「卡蒂普南」的反西班牙組織，它們殺了總督Fortea並宣示要完全廢除所有的法規。
之後美國人在與西班牙的海戰中贏得勝利，佔領了全國。1900年，全省更改為一鎮，隸屬於加卡焉省，但到了1909年又恢復為省，省內分為6個自治市。美式學校制度緊接著施行，同時也展開了改善衛生運動。二次大戰時，日軍侵入這裡，成為大平洋戰區最初的犧牲品之一。戰後這裡開始有了電報和機場，全島道路系統也重新更新，並建立了第一所高中。

## 地理
該省總面積為219.01平方公里（84.56平方英里），包括位於呂宋海峽的巴林坦海峽和台灣之間的十個島嶼。這些島嶼人煙稀少，經常遭受颱風襲擊。巴丹島、伊巴雅特島和沙坦島三個最大的島嶼是僅有的有人居住的島嶼。
該省最北端的島嶼，也是整個菲律賓最北端的土地，是馬夫利斯島（或雅米島）。島鏈中的其他島嶼是Misanga（或北島）、瑪勿蒂斯島、Ditarem（或夏揚島）、汀姆島、沃荷斯島和德奎島。這些島嶼是呂宋火山弧的一部分。

## 行政區域

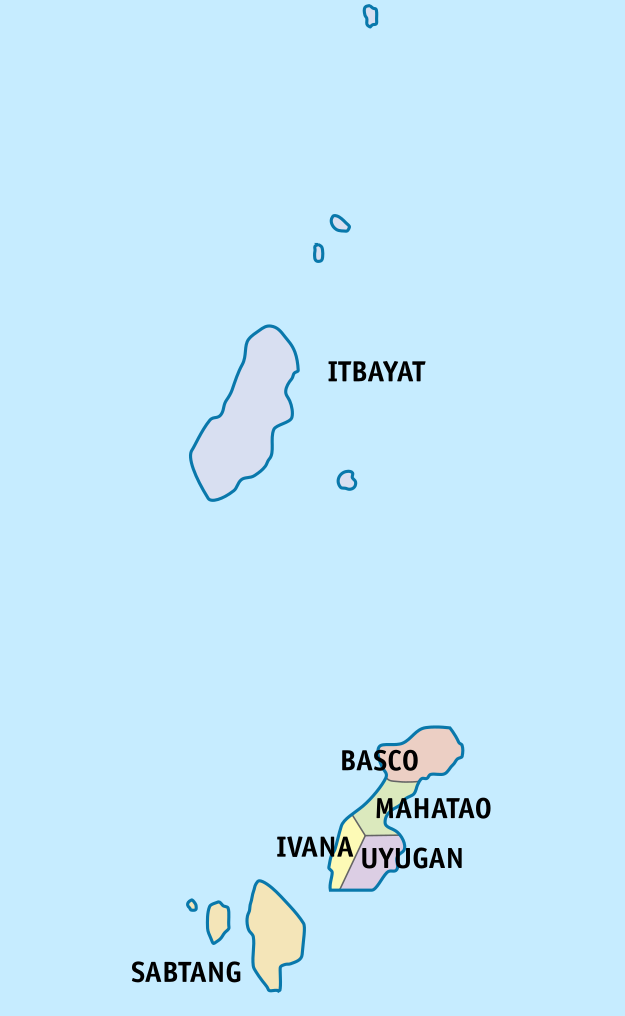
行政區劃

巴丹群島省劃分為6個自治市。
- 巴士古（Basco）- 首府
- 伊巴雅特（Itbayat）
- 伊凡那（Ivana）
- 瑪哈淘（Mahatao）
- 薩布唐市（Sabtang）
- 烏由干（Uyugan）

## 延伸阅读
[在维基数据编辑]
 《欽定古今圖書集成·方輿彙編·邊裔典·三嶼部》，出自陈梦雷《古今圖書集成》
 《元史/卷210》，出自宋濂《元史》

## 外部連結
- Official Website of the Provincial Government of Batanes
- Batanes Islands Cultural Atlas （页面存档备份，存于）
- Northern Luzon cultures （页面存档备份，存于）

20°35′30″N 121°53′46″E / 20.59167°N 121.89611°E